# Dušan Pešić
Dušan Pešić, cirill betűkkel Душан Пешић (Kruševac, 1955. április 26. –) jugoszláv válogatott szerb labdarúgó, középpályás, olimpikon.

## Pályafutása

### Klubcsapatban
1973 és 1980 között a Napredak Kruševac labdarúgója volt. Összesen 175 bajnoki mérkőzésen szerepelt a csapatban és 15 gólt szerzett ebből 85 mérkőzés és 9 gól az élvonalban. Két idényben sikerült a csapattal feljutnia az első osztályba (1975–76, 1977–78). 1980 és 1984 között a Hajduk Split csapatában szerepelt. A Hajduk egy jugoszlávkupa-győzelmet (1984) ért el. 1984 és 1988 között a török Fenerbahçe játékosa volt, ahol az 1984–85-ös idényben török bajnokságot nyert. Az isztambuli csapattal kétszeres törökszuperkupa-győztes volt. 1988–89-ben a török Sakaryaspor együttesében fejezte be az aktív labdarúgást.

### A válogatottban
Tagja volt az 1980-as U21-es Európa-bajnokságon bronzérmes jugoszláv U21-es válogatottnak. 1980-ban a jugoszláv olimpia válogatottban háromszor szerepelt és az 1980-as moszkvai olimpián negyedik lett a csapattal. 1980 és 1983 között négy alkalommal szerepelt a jugoszláv A-válogatottban. 1980. március 30-án Belgrádban mutatkozott be a jugoszláv A-válogatottban a Románia Balkán-kupadöntő mérkőzésen, ahol 2–0-as jugoszláv győzelem született. Utoljára 1983. november 12-én Zágrábban játszott a válogatottban a francia válogatott ellen egy barátságos mérkőzésen, ahol 0–0-s döntetlen született.

## Sikerei, díjai
Jugoszlávia U21
- U21-es Európa-bajnokság
  - bronzérmes: 1980

 Jugoszlávia
- Olimpiai játékok
  - 4.: 1980, Moszkva

 Napredak Kruševac
- Jugoszláv bajnokság – másodosztály
  - bajnok (2): 1975–76, 1977–78

 Hajduk Split
- Jugoszláv kupa (Kup Maršala Tita)
  - győztes: 1984

 Fenerbahçe
- Török bajnokság (Türkiye 1.Lig)
  - bajnok: 1984–85
- Török szuperkupa
  - győztes (2): 1984, 1985

## Statisztika

### Klubstatisztika
| Csapat            | Idény    | Bajnokság | Bajnokság |
| Csapat            | Idény    | Mérk.     | Gól       |
| ----------------- | -------- | --------- | --------- |
| Napredak Kruševac | 1972–73  | 1         | 0         |
| Napredak Kruševac | 1973–74  | 16        | 1         |
| Napredak Kruševac | 1974–75  | 33        | 3         |
| Napredak Kruševac | 1975–76  | 24        | 1         |
| Napredak Kruševac | 1976–77  | 22        | 0         |
| Napredak Kruševac | 1977–78  | 16        | 1         |
| Napredak Kruševac | 1978–79  | 32        | 6         |
| Napredak Kruševac | 1979–80  | 31        | 3         |
| Napredak Kruševac | Összesen | 175       | 15        |

### Mérkőzései a jugoszláv válogatottban
| Jugoszlávia | Jugoszlávia        | Jugoszlávia                         | Jugoszlávia | Jugoszlávia | Jugoszlávia   | Jugoszlávia  | Jugoszlávia | Jugoszlávia |
| #           | Dátum              | Helyszín                            | Hazai       | Eredmény    | Vendég        | Kiírás       | Gólok       | Esemény     |
| ----------- | ------------------ | ----------------------------------- | ----------- | ----------- | ------------- | ------------ | ----------- | ----------- |
| 1.          | 1980. március 30.  | Belgrád, Omladinski Stadion         | Jugoszlávia | 2 – 0       | Románia       | Balkán-kupa  | -           | 68'         |
| 2.          | 1983. június 7.    | Luxembourg, Municipal Stadion (LUX) | NSZK        | 4 – 2       | Jugoszlávia   | barátságos   | -           | 88'         |
| 3.          | 1983. október 12.  | Belgrád, JNA Stadion                | Jugoszlávia | 2 – 1       | Norvégia      | Eb-selejtező | -           | 88'         |
| 4.          | 1983. november 12. | Zágráb, Maksimir Stadion            | Jugoszlávia | 0 – 0       | Franciaország | barátságos   | -           | 46'         |
|             | Összesen           |                                     |             | 4           | mérkőzés      |              | 0           | gól         |

## Fordítás
Ez a szócikk részben vagy egészben  a   Dušan Pešić című angol Wikipédia-szócikk ezen változatának fordításán alapul.  Az eredeti cikk szerkesztőit annak laptörténete sorolja fel. Ez a jelzés csupán a megfogalmazás eredetét és a szerzői jogokat jelzi, nem szolgál a cikkben szereplő információk forrásmegjelöléseként.